# 多聞寺 (神戸市北区)
吉祥院多聞寺（たもんじ）は、兵庫県神戸市北区有野町唐櫃にある真言宗の寺院。山号は六甲山。本尊は秘仏毘沙門天・吉祥天・善弐師童子。前立ち本尊は毘沙門天である。

## 歴史
この寺はインドの渡来僧、法道仙人によって孝徳天皇の頃に開かれたと伝えられる。その後、荒廃していた寺院を858年高野山の僧、長善阿舎利が復興した。伽藍は元は現在地の東南にある古寺山にあった。
1180年に平清盛が神戸の福原に遷都した時、京都の鞍馬山に擬して都の鬼門（北東）方向を守る寺院とした。寺領千町歩を与え、鞍馬・八瀬・大原から人々を移住させたために、この唐櫃地区には近代まで他とは異なる独特の風習が伝わっていた。　
治承・寿永の乱（源平合戦）の際、源義経が須磨の一の谷を攻める時、多聞寺がその道案内を断ったことを理由に焼き払われた。その後、廃墟になっていたのを1462年古寺山から現在地に移転・再建された。現在の本堂は1690年に了円が建て直したものである。
かつては毎年2月11日に催される「お塔祭」は盛大に行われていた。このお塔祭をはじめ、唐櫃の村を取り仕切るのは四鬼家であった。四鬼家ははるか昔、役行者の命によって奈良県吉野郡天川村洞川から、この唐櫃に移り住んだといわれ、唐櫃村と西六甲の山を管理し、同時に六甲修験の山伏達を管理していた。

## 多聞寺奥の院

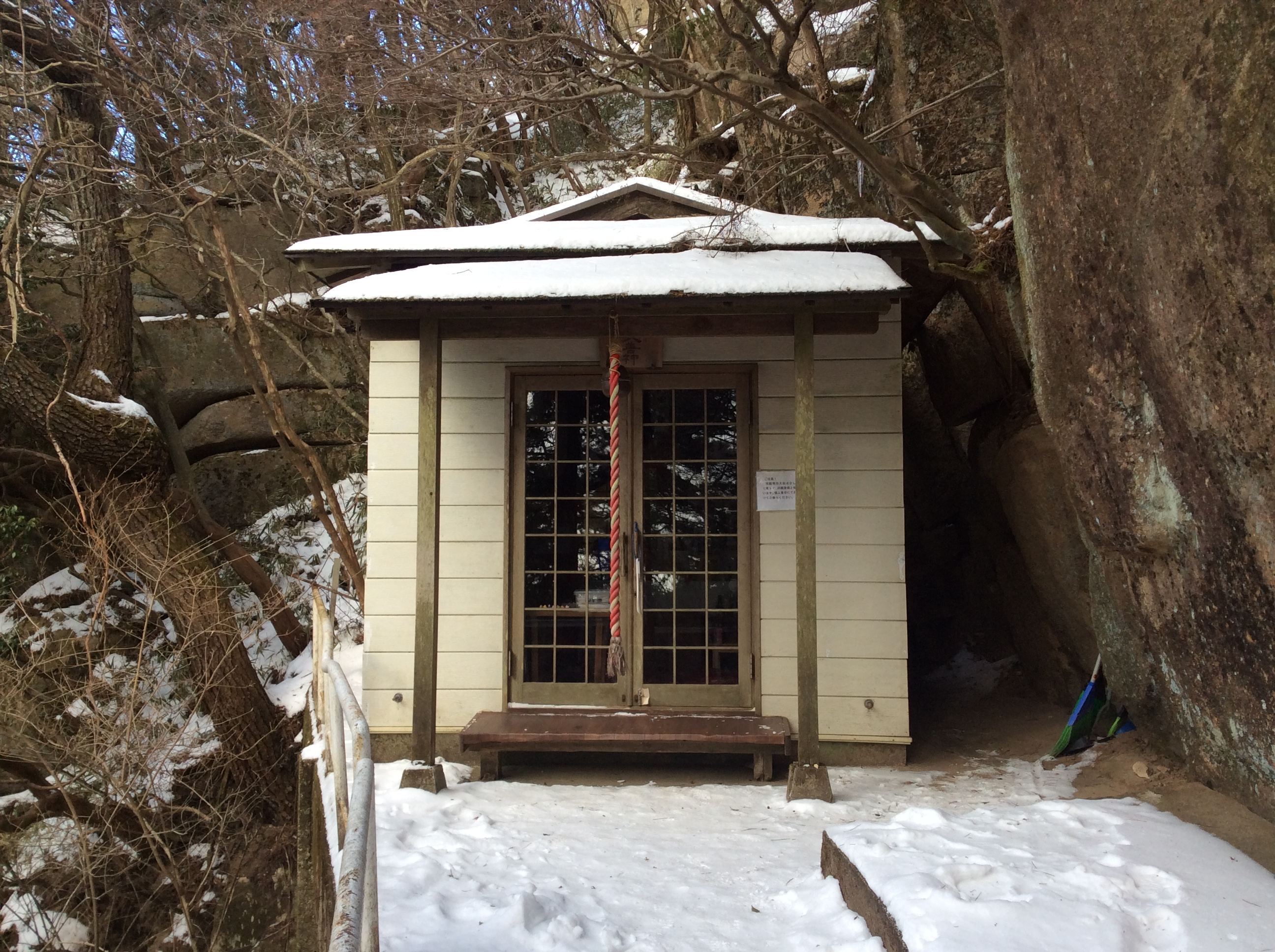
六甲比命神社

六甲山山頂尾根付近の仰臥岩・雲が岩（紫雲賀岩）・六甲比命神社（祭神弁財天）・心経岩を奥の院とする。雲が岩で法道仙人が修行中、紫色の雲に乗った毘沙門天と出会った、と伝わる。